# Sorts de Mar
La playa de Sorts de Mar de Denia (Alicante, España) es una extesa playa de Denia situada cerca de 'Les Deveses' y 'El Boticari'.
Se encuentra emplazada dentro de la zona norte de Les Deveses, donde sus playas son conocidas por las favorables condiciones de viento para la práctica del windsurf y el kitesurf.
En la actualidad se encuentra bastante degradada.